# R3000
R3000（英語：R3000）是美普思科技开发的32位RISC微处理器芯片组，实现了MIPS I指令集架构（ISA）。芯片组于1988年6月推出，成为了第二个采用MIPS架构的芯片组，取代了R2000成为MIPS架构的旗舰微处理器。处理器的工作频率为20、25和33.33MHz。